# Тростинська сільська рада
| Тростинська сільська рада — орган місцевого самоврядування у Васильківському районі Київської області з адміністративним центром у с. Тростинка. Сільській раді підпорядковані населені пункти: - с. Тростинка |

## Склад ради
Рада складається з 12 депутатів та голови.

### Керівний склад ради
| ПІБ                         | Основні відомості                                                 | Дата обрання | Дата звільнення |
| --------------------------- | ----------------------------------------------------------------- | ------------ | --------------- |
| Капітоненко Тетяна Петрівна | Сільський голова, 1965 року народження, освіта, позапартійна      | 26.03.2006   | 31.10.2010      |
| Козолій Людмила Леонідівна  | Сільський голова, 1972 року народження, освіта вища, позапартійна | 31.10.2010   |                 |

Примітка: таблиця складена за даними джерела